# Castell de Curan
El Castell de Curan és un castell medieval del terme del Pont de Suert, dins de l'antic terme de Viu de Llevata, pertanyent a l'Alta Ribagorça. És a prop de l'extrem sud-oest del terme.
És en un lloc de difícil accés. El camí més proper accessible en vehicle motoritzat és el que mena al Coll de Sant Roc d'Adons, des d'on cal anar per corriols de muntanya cap a ponent, fent volta per la carena que queda al nord d'aquest lloc, pel Tossal de Sant Roc i Els Caubos. És a uns 3 quilòmetres de la collada, a les Bordes de Curan, a les costes que fan de límit nord del barranc Fondo d'Adons.